# Nore (England)
Nore är en sandbank i floden Themsens mynning i England. Det ligger 5 km nordost om staden Sheerness, grevskapet Kent och 7 km sydost om Southend-on-Sea.
Vid Nore utlades 1732 världens första fyrskepp.

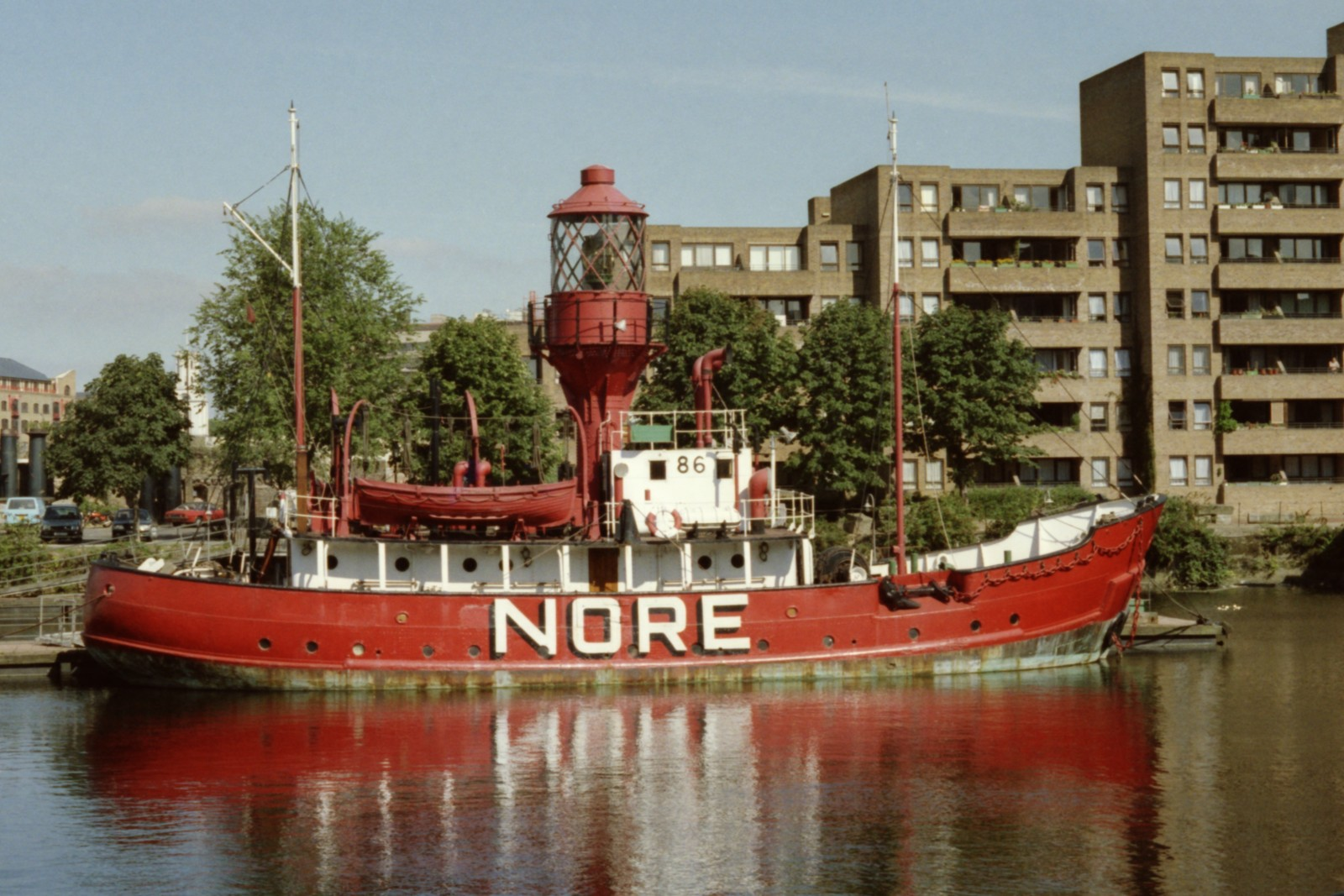
Fyrskeppet "Nore"